# Ken Iwase
Ken Iwase (岩瀬 健 Iwase Ken?), född 8 juli 1975 i Gunma prefektur, är en japansk före detta fotbollsspelare.
Iwase började sin karriär 1994 i Urawa Reds. 1998 flyttade han till Omiya Ardija. Han avslutade karriären 2002.